# Острови (Коростенський район)
Острови́ — село в Україні, в Коростенському районі Житомирської області. Входить до складу Овруцької міської громади.. Населення становить 116 осіб.
17 квітня 2020 село постраждало від лісової пожежі. Пожежа виникла в результаті підпалу сільгоспугідь. 